# بورزيا (بكتيريا زرقاء)
بورزيا (بالإنجليزية:  Borzia (cyanobacteria))‏ جنس من البكتيريا الزرقاء.